# Skyway Costa Rica
Skyway Costa Rica es una aerolínea regional con sede en San José, Costa Rica. Opera servicios regulares diarios de pasajeros a ocho destinos nacionales y un destino internacional en Panamá. Su hub está ubicado en el Aeropuerto Internacional Juan Santamaría de San José, Costa Rica.

## Destinos
| Países     | Destinos       | Aeropuertos                                    |
| ---------- | -------------- | ---------------------------------------------- |
| Costa Rica | Bahía Drake    | Aeropuerto de Bahía Drake                      |
| Costa Rica | Liberia        | Aeropuerto de Guanacaste                       |
| Costa Rica | La Fortuna     | Aeropuerto de La Fortuna                       |
| Costa Rica | Puerto Jiménez | Aeropuerto de Puerto Jiménez                   |
| Costa Rica | Quepos         | Aeropuerto La Managua                          |
| Costa Rica | San José       | Aeropuerto Internacional Juan Santamaría (HUB) |
| Costa Rica | Tamarindo      | Aeropuerto de Tamarindo                        |
| Costa Rica | Tambor         | Aeropuerto de Tambor                           |
| Panamá     | Bocas del Toro | Aeropuerto Internacional José Ezequiel Hall    |

## Flota
Skyway opera tres Let L-410 Turbolet:
| Aeronave           | Número | Pasajeros | Matrículas             |
| ------------------ | ------ | --------- | ---------------------- |
| Let L-410 Turbolet | 3      | 19        | TI-BGM, TI-BJM, TI-BGP |